# San Luis Potosí Challenger 2009
Il San Luis Potosí Challenger 2009 è stato un torneo professionistico di tennis maschile giocato sulla terra rossa indoor, che faceva parte dell'ATP Challenger Tour 2009. Si è giocato a San Luis Potosí in Messico dal 6 al 12 aprile 2009.

## Partecipanti

### Teste di serie
| Nazionalità | Giocatore         | Ranking* | Testa di serie |
| ----------- | ----------------- | -------- | -------------- |
| Argentina   | Horacio Zeballos  | 126      | 1              |
| Colombia    | Santiago Giraldo  | 146      | 2              |
| Brasile     | Franco Ferreiro   | 155      | 3              |
| Argentina   | Mariano Puerta    | 205      | 4              |
| Colombia    | Alejandro Falla   | 207      | 5              |
| Svizzera    | Michael Lammer    | 219      | 6              |
| Messico     | Santiago González | 223      | 7              |
| Italia      | Paolo Lorenzi     | 227      | 8              |

- Ranking al 23 marzo 2009.

### Altri partecipanti
Giocatori che hanno ricevuto una wild card:
- Luis Manuel Flores
- Mariano Puerta
- Manuel Sánchez
- Mariano Zabaleta

Giocatori passati dalle qualificazioni:
- Júlio César Campozano
- Juan Sebastián Cabal
- Alejandro González
- Vincent Millot

## Campioni

### Singolare
Santiago Giraldo ha battuto in finale  Paolo Lorenzi con il punteggio di 6–2, 6(3)–7, 6–2.

### Doppio
Santiago González /  Horacio Zeballos hanno battuto in finale  Franco Ferreiro /  Júlio Silva con il punteggio di 6–2, 7–6(5).